# Aaron Lumley
Aaron Lumley (* 1981 in North Bay) ist ein kanadischer Improvisationsmusiker (Kontrabass), der auch als Interpret Neuer Musik tätig ist.

## Wirken
Lumley begann erst im Alter von 25 Jahren Bass zu spielen, inspiriert durch eine Begegnung mit dem niederländischen Kontrabassisten Wilbert de Joode. Zwischen 2006 und 2011 war Lumley ein aktives Mitglied der Avantgarde-Musikszene Torontos. In dieser Zeit arbeitete Aaron unter anderem mit David Prentice, Kyle Brenders, The Swyves, Brandon Valdivia, Colin Fisher, Matthew ‚Doc‘ Dunn, Julia Sasso und Mike Gennaro zusammen. In diesen Jahren reiste er zweimal nach Amsterdam, um bei de Joode zu studieren.
Ende 2011 zog Lumley nach Montreal, wo er mit Isaiah Ceccarelli, Jean Derome, Lori Freedman, Pierre Tanguay, Jamie Thompson, Pierre-Yves Martel, Nigel Taylor, Ida Toninato, Joshua Zubot, Philippe Lauzier, Brother of Moses und L'Ensemble Supermusique konzertierte. 2012 veröffentlichte er sein erstes Soloalbum Wilderness, das von der Kritik gelobt wurde. Weitere Soloalben folgten.
Lumley, der seit 2019 in Amsterdam lebt, stimmt seinen Bass in Quinten und spielt mit einem selbstgebauten Bogen. Neben seiner Soloarbeit gehört er unter anderem zu Projekten wie  Bioluminus (mit Ada Rave und Onno Govaert) und seit 2019 zu Old Adam on Turtle Island (mit John Dikeman, Marta Warelis und Sun-Mi Hong), das 2022 sein gleichnamiges Album einspielte. Weiterhin trat er mit Musikern wie Peggy Lee, John Oswald, Michael Vatcher, Hamid Drake, Cor Fuhler, Eric Boeren, Christian Ferlaino, Frank Gratkowski und Mike Majkowski auf. Als Studiomusiker ist er auf Tonträgern von Esmerine, Saltland und Bernhari zu hören.

## Diskographische Hinweise
- Jasper Stadhouders & Aaron Lumley: Strung Out (2017)
- Aaron Lumley Plays the Doghouse Bass (2019, solo)
- Frank Rosaly, Marta Warelis, Aaron Lumley, John Dikeman: Sunday at De Ruimte (2021)
- John Dikeman, Marta Warelis, Aaron Lumley & Sun-Mi Hong: Old Adam on Turtle Island (2025)